# Filippo V di Hanau-Lichtenberg
Filippo V di Hanau-Lichtenberg (Bouxwiller, 21 febbraio 1541 – Niederbronn, 2 giugno 1599) fu conte di Hanau-Lichtenberg.

## Biografia
Filippo III era il figlio secondogenito del conte Filippo IV di Hanau-Lichtenberg e di sua moglie, Eleonore von Furstenberg. Filippo V fu battezzato il giorno stesso della sua nascita nel castello di Bouxwiller.
Ancora giovane, il 18 giugno 1553 si iscrisse all'Università di Tubinga ove studiò con attenzione particolare matematica ed astronomia. Quest'ultima materia gli permise di pubblicare anche un trattato sulla sfera terrestre e celeste.

### Il governo
Nel 1570 la famiglia ottenne nuovi territori grazie alla morte del conte Giacomo di Zweibrücken-Bitsch (1510-1570), il quale aveva lasciato a sua erede la sua unica figlia Margherita (1540-1569), sposata con Filippo V di Hanau-Lichtenberg (1541-1599). Ella portò in dote la contea di Bitsch e la signoria di Ochsenstein, già formalmente feudi del ducato di Lorena.
Il contrasto si aprì subito con gli altri membri della famiglia di Zweibrücken-Bitsch in quanto anche il conte Filippo I di Leiningen-Westerburg era intenzionato ad appropriarsi di questi domini. Se Filippo I faceva valere i propri diritti matrimoniali, Filippo V lo screditava sul piano religioso dal momento che egli era luterano e i suoi possedimenti si trovavano in Lorena che era retta da sovrani cattolici. Filippo V decise di reagire con la forza facendo occupare le due contee dalle proprie truppe nel 1572 ma Filippo I di Leiningen-Westerburg si fece forte dell'alleanza col duca di Lorena il che scoraggiò Filippo V a proseguire militarmente le proprie azioni, preferendovi la linea legale. Egli fece infatti ricorso alla corte imperiale di Vienna.
La questione si protrasse per diversi anni e solo nel 1606 venne raggiunto un accordo soddisfacente secondo il quale la contea di Bitsch sarebbe tornata al ducato di Lorena, mentre la signoria di Ochsenstein venne mantenuta dagli Hanau-Lichtenberg. La scelta si dimostrò quantomai felice dal momento che essa corrispondeva approssimativamente alla realtà religiosa dei due domini.
Durante i suoi anni di governo, all'interno della contea, si diffuse apertamente anche la caccia alle streghe anche se poche furono le sentenze emesse dai suoi tribunali.

## Matrimonio e figli
Filippo V si sposò tre volte. Il 14 ottobre 1560 a Bitsch sposò la contessa Ludovica Margherita del Palatinato-Zweibrücken-Bitsch (19 luglio 1540, Ingweiler (ora Ingwiller) - 15 dicembre 1569, Buchsweiler). Ella era l'unica figlia del conte Giacomo del Palatinato-Zweibrücken-Bitsch (19 luglio 1510 - 22 marzo 1570), nonché sua erede. La coppia ebbe i seguenti figli:
- Giovanna Sibilla (6 luglio 1564, Lichtenberg - 24 marzo 1636, Runkel), sposò il conte Guglielmo di Wied-Runkel-Isenburg († 1612)
- Filippo (7 ottobre 1565, Buchsweiler - 31 agosto 1572, Strasburgo), sepolto a Neuweiler
- Alberto (22 novembre 1566, Buchsweiler - 13 febbraio 1577, Haguenau), sepolto a Neuweiler
- Caterina (30 gennaio 1568, Buchsweiler - 6 agosto 1636), sposò Schenk Eberhard di Limpurg-Speckfeld (1560 - 1622)
- Giovanni Reinardo I (13 febbraio 1569, Bitsch - 19 novembre 1625, Lichtenberg)

Il 18 febbraio 1572 si sposò in seconde nozze a Bitsch con Caterina di Wied (27 maggio 1552 - 13 novembre 1584, Lichtenau). La coppia ebbe i seguenti figli:
- Giuliana (6 marzo 1573, Babenhausen - 8 aprile 1582, Buchsweiler), sepolta a Neuweiler
- Eleonora (13 giugno 1576, Babenhausen - morta bambina)
- Filippo (21 luglio 1579, Babenhausen - 23 febbraio 1580, Buchsweiler), sepolto a Neuweiler
- Amalia (14 marzo 1582, Buchsweiler - 11 luglio 1627, Buchsweiler), sepolta a Lichtenberg

Il 20 giugno 1586 a Buchsweiler sposò Agata di Limpurg-Obersontheim (17 novembre 1561 - 1623), Federico VII di Limpurg-Obersontheim (6 agosto 1536 - 29 gennaio 1596). Dopo questo matrimonio ella si risposò nel 1605 co lconte Rodolfo di Sulz (13 febbraio 1559 - 5 maggio 1620), precedentemente sposato con Barbara von Staufen. Da Filippo V Agata ebbe i seguenti figli:
- Agata (17 Giu 1587 † dopo il 1605[12]) È stato adottato come identico con Anna Margaretha , in caso contrario gli ultimi tre bambini dovrebbero nascere entro un periodo di soli 19 mesi.[13]
- Reinardo (21 gennaio 1589 - 7 febbraio 1589), sepolto a Neuweiler
- Anna Margherita (d. il 1589 - poco dopo la nascita)